# Aleje
Aleje es una localidad del municipio de Crémenes, en la provincia de León, comunidad autónoma de Castilla y León, España.
Es conocido por el puente peatonal que lo une con el cercano Alejico, así como por sus montañas cercanas, especialmente Pico Moro, Peña Rionda y Pico Cerroso las cuales, a pesar de su modesta altitud, forman un circo de impresionantes vistas formando parte de las primeras estribaciones calizas que dan entrada a los Picos de Europa en su vertiente leonesa. Al pie de Pico Moro se encuentra un famoso Tejo milenario. Una pequeña y modesta Ermita recóndita celebra a su patrono San Miguel Arcángel.